# صابر محمدزاده
صابر محمدزاده، سیاستمدار کمونیست ایرانی بود.
در سال ۱۳۴۵، وی دستگیر شد و دادگاه‌های دودمان پهلوی، وی را به مجازات اعدام محکوم کردند اما به دنبال اعتراضات احزاب بین‌المللی کمونیست، این مجازات به حبس ابد کاهش یافت.
پس از انقلاب ایران، وی نامزد کرسی مجلس خبرگان  قانون اساسی از حوزه انتخابیه تهران شد.
محمدزاده یکی از افراد قربانی اعدام دسته‌جمعی زندانیان عقیدتی-سیاسی ایران در تابستان ۱۳۶۷ است.